# 伍斯特的奧斯瓦爾德
伍斯特的奧斯瓦爾德（Oswald of Worcester，？—992年2月29日），是972年起至992年去世為止的約克大主教。他有丹麥血統，但由他的叔叔歐達撫養長大，並他送到法國弗勒里修道院而成為一名修道士。在弗勒里待了幾年之後，奧斯瓦爾德應叔叔的要求返回英國，但他在奧斯瓦爾德回來之前就去世了。隨著他叔叔的去世，奧斯瓦爾德需要一位贊助人，並求助於另一位近親奧西泰爾，他剛當上約克大主教。他與奧西泰爾的交流引起了鄧斯坦大主教的注意，他於961年將奧斯瓦爾德祝聖為伍斯特主教。972年，奧斯瓦爾德被提升為約克主教，儘管他也繼續擔任伍斯特主教。
作為主教和大主教，奧斯瓦爾德是鄧斯坦教會改革（包括修道院改革）的支持者和主要推動者之一（與埃塞爾沃爾德一起）。奧斯瓦爾德建立了許多修道院，包括拉姆齊修道院，並改革了另外七所修道院，包括格洛斯特郡的溫什科姆修道院和伍斯特郡的珀肖爾修道院、伊夫舍姆修道院。奧斯瓦爾德還將伍斯特的座堂議會從世俗神職人員轉變為僧侶。在擔任大主教期間，他帶著學者弗勒里的阿博任教，並在英格蘭度過了兩年，主要是在拉姆齊。奧斯瓦爾德於992年在為窮人行洗腳禮時去世。他死後不久就有人寫了聖徒傳記，而且很快就被人們譽為聖人。

## 外部連結
- Anonymous life of Oswald (in Latin), pg. 399 ff.
- 2 more lives of St. Oswald, plus relevant extracts of the Historia Rameseiensis, pg. 1 ff.
- St. Oswald and the Church of Worcester (1919)

| 宗教頭銜            | 宗教頭銜           | 宗教頭銜              |
| ------------------- | ------------------ | --------------------- |
| 前任者： 鄧斯坦     | 伍斯特主教 961–?   | 繼任者： 伊爾德沃爾夫 |
| 前任者： 埃德瓦爾德 | 約克大主教 971–992 | 繼任者： 伊爾德沃爾夫 |